# Максагак, Хелен Мамаяок
Хелен Мамаяок Максагак (англ. Helen Mamayaok Maksagak) — канадский политик. Была комиссаром Северо-западных территорий и Нунавута. Считается одним из основателей Канадской конфедерации.

## Биография
Детство Хелен Максагак прошло в Аклавике. После восьмого класса она стала активным общественным деятелем, в центре внимания которой были вопросы улучшения услуг.
В 1950 Хелен вышла замуж за Джона Максагака, и они с супругом переехали в Туктояктук. В 1961 году состоялся ещё один переезд, в Кеймбридж-Бей. Максагак была гражданским служащим Королевской канадской конной полиции, участвовала в круглом столе по вопросам окружающей среды и в работе канадского комитета по организации работ в рамках международного года семьи.
У Хелен Максагак шестеро своих детей и двое приёмных.

## Политическая карьера
В 1992 году Максагак была приглашена на пост заместителя комиссара Северо-западных территорий, а в 1994 году она стала исполняющим обязанности комиссара. В декабре 1994 года Хелен Максагак официально была назначена комиссаром территорий. Она стала первой женщиной, а также первым инуитом в данной должности.
1 апреля 1999 года была образована новая территория Нунавут и Хелен Максагак стала её первым комиссаром, оставаясь на своём посту по 1 апреля 2000 года. В то время, когда Максагак была комиссаром обоих территорий, основное законотворчество касалось образования новой территории.
В 2005 году была учреждена должность заместителя комиссара Нунавута, и 8 ноября Хелен Максагак стала первой занявшей этот пост.

## Награды
В 2002 году Хелен Максагак стала членом Ордена Канады и получила почётную докторскую степень университета Кейп-Бретона в Новой Шотландии.